# Dziwny atraktor

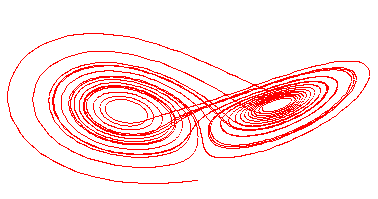
Atraktor Lorenza

Dziwny atraktor, atraktor chaotyczny – atraktor, który jest fraktalem. Jeśli w danym układzie dynamicznym występuje dziwny atraktor, to jest to równoważne stwierdzeniu, że ten układ jest chaotyczny. Został odkryty przez Edwarda Lorenza w 1962 roku.
Dziwny atraktor jest zbudowany na nieskończonym zbiorze niestabilnych orbit okresowych, uporządkowanych w sposób hierarchiczny. Krótsze orbity dają zgrubne przybliżenie atraktora, zaś dłuższe ujawniają bardziej szczegółową jego topologiczną strukturę.
Znając tzw. wykładnik Lapunowa można powiedzieć, że współczynnik ten jest miarą wrażliwości modelu na warunki początkowe. Wartości dodatnie współczynnika są związane z chaosem i atraktorami dziwnymi.
Przykładem dziwnego atraktora jest atraktor Lorenza.